# Jan (landgraf Hesji)
Jan (ur. ok. 1278, zm. w 1311) – landgraf Dolnej Hesji od 1308 roku z dynastii heskiej.
Jan był synem pierwszego landgrafa Hesji Henryka I i jego drugiej żony Mechtyldy kliwijskiej. Po śmierci ojca w 1308 r. odziedziczył Dolną Hesję (Górną otrzymał starszy brat Otto; podział Hesji wskutek konfliktu między braćmi został zatwierdzony jeszcze za życia ojca). Był żonaty z Adelajdą, córką księcia Brunszwiku Albrechta II Tłustego. Jedynym dzieckiem z tego związku była córka Elżbieta, która poślubiła Ottona z Ochsenstein. Po śmierci Jana jego brat Otto ponownie zjednoczył Hesję.